# В России
«В России» — третий концертный альбом группы «Любэ», выпущенный в 2007 году и представленный как подарочное издание. В альбоме собраны в основном концертные версии известных песен, но присутствуют в качестве бонус-треков и новые композиции.
Некоторые песни исполнены дуэтом с другими известными исполнителями: Сергеем Мазаевым, Николаем Фоменко, Никитой Михалковым, группой «Иванушки International», группой «Альфа», группой «Песняры».

## Список композиций
Диск 1:
Вся музыка написана И. Матвиенко, кроме 7 трека.
| №                   | Название                                        | Текст песни                                              | Длительность |
| ------------------- | ----------------------------------------------- | -------------------------------------------------------- | ------------ |
| 1.                  | «Многая лета Русской земле»                     | А. Шаганов                                               | 5:07         |
| 2.                  | «За тебя»                                       | А. Шаганов                                               | 4:17         |
| 3.                  | «Трамвай „пятёрочка“»                           | М. Андреев                                               | 4:39         |
| 4.                  | «Клетки»                                        | М. Андреев                                               | 2:49         |
| 5.                  | «Две подружки»                                  | А. Шаганов                                               | 4:16         |
| 6.                  | «Старые друзья»                                 | К. Арсенев                                               | 4:13         |
| 7.                  | «Ясный сокол» (исп. с Н. Фоменко и C. Мазаевым) | П. Жагун                                                 | 5:05         |
| 8.                  | «Сестра»                                        | предп. С. Копыткин, фронтовой текст Первой мировой войны | 3:41         |
| 9.                  | «Мой конь» (исп. с Н. Михалковым)               | Н. Туроверов                                             | 2:51         |
| 10.                 | «Батька Махно»                                  | А. Шаганов                                               | 3:13         |
| 11.                 | «Берёзы»                                        | М. Андреев                                               | 2:52         |
| 12.                 | «Дорога»                                        | А. Шаганов                                               | 4:36         |
| 13.                 | «Прорвёмся (Опера)»                             | А. Шаганов, П. Синявский                                 | 4:26         |
| 14.                 | «Атас» (исп. с «Иванушки International»)        | А. Шаганов                                               | 2:29         |
| 15.                 | «Москвички» (бонус-трек)                        | М. Андреев                                               | 3:31         |
| Общая длительность: | Общая длительность:                             | Общая длительность:                                      | 58:05        |

Диск 2:
Вся музыка написана И. Матвиенко, кроме 12 трека.
| №                   | Название                                           | Текст песни         | Длительность |
| ------------------- | -------------------------------------------------- | ------------------- | ------------ |
| 1.                  | «Улочки московские»                                | А. Шаганов          | 4:46         |
| 2.                  | «Русские»                                          | М. Андреев          | 3:50         |
| 3.                  | «Главное, что есть ты у меня»                      | М. Андреев          | 3:53         |
| 4.                  | «Там, за туманами»                                 | А. Шаганов          | 4:11         |
| 5.                  | «По высокой траве» (исп. с офицерами «Альфа»)      | Ю. Гладкевич        | 4:16         |
| 6.                  | «Не смотри на часы»                                | П. Жагун            | 3:42         |
| 7.                  | «Конь» (исп. с ансамблем «Песняры»)                | А. Шаганов          | 3:54         |
| 8.                  | «Комбат»                                           | А. Шаганов          | 5:20         |
| 9.                  | «Позови меня тихо по имени»                        | В. Пеленягрэ        | 3:02         |
| 10.                 | «Давай за…»                                        | И. Матвиенко        | 4:14         |
| 11.                 | «От Волги до Енисея»                               | А. Шаганов          | 3:38         |
| 12.                 | «Гимн России»                                      | C. Михалков         | 2:35         |
| 13.                 | «Ты неси меня, река (Краса)» (исп. с И. Матвиенко) | А. Митта            | 4:31         |
| 14.                 | «Атас»                                             | А. Шаганов          | 3:42         |
| 15.                 | «Если...» (бонус-трек)                             | А. Шаганов          | 2:05         |
| Общая длительность: | Общая длительность:                                | Общая длительность: | 57:39        |

## Участники записи

### Любэ
- Николай Расторгуев — вокал, акустическая гитара
- Юрий Рыманов, Алексей Хохлов — гитара
- Виталий Локтев — клавишные
- Александр Ерохин — ударные
- Павел Усанов — бас-гитара
- Анатолий Кулешов — хормейстер, бэк-вокал
- Алексей Тарасов — бэк-вокал

### Дополнительные музыканты
- Николай Фоменко, Сергей Мазаев — вокал в песне «Ясный сокол»
- Никита Михалков — вокал в песне «Мой конь»
- Офицеры группы Альфа — вокал в песне «По высокой траве»
- Ансамбль Песняры — вокал в песне «Конь»
- Группа Иванушки International — вокал в песне «Атас»

### Производство
- Игорь Матвиенко — композитор, художественный руководитель, аранжировка
- Александр Шаганов, Михаил Андреев, Игорь Матвиенко, Павел Жагун, Николай Туроверов, Юрий Гладкевич — авторы стихов
- Александр Панфилов — звукоинженер
- Владимир Овчинников, Ян Миренский, Николай Цветков — звукорежиссёры
- Владимир Овчинников — запись концерта, сведение, мастеринг
- Олег Головко — директор группы
- Юрий Земский, Ирина Масленникова — административная группа
- Игорь Полонский — саунд-дизайн
- А. Макаревич — фотографии
- У. Быкова — дизайн обложки